# 比希尔
比希尔是德国巴伐利亚州的一个市镇。总面积13.92平方公里，总人口2137人，其中男性1056人，女性1081人（2011年12月31日），人口密度154人/平方公里。